# The Four Brothers...Together Again!
| Recensione | Giudizio |
| ---------- | -------- |
| AllMusic   | [ 2 ]    |

The Four Brothers...Together Again! è un album dei riuniti, per l'occasione, Four Brothers (furono così chiamati i quattro sassofonisti che componevano l'orchestra di Woody Herman, ovvero Zoot Sims, Serge Chaloff, Al Cohn ed Herb Steward) pubblicato dalla Vik Records nel 1957. Il disco fu registrato l'11 febbraio 1957 al Webster Hall di New York City, New York (Stati Uniti).

## Tracce
Lato A
1. Four and One More – 4:02 (Gerry Mulligan)
2. So Blue – 3:22 (Al Cohn)
3. The Swinging Door – 2:45 (Gerry Mulligan, Zoot Sims)
4. Four in Hand – 3:46 (Al Cohn)
5. A Quick One – 3:46 (Al Cohn)

Lato B
1. Four Brothers – 3:46 (Jimmy Giuffre)
2. Ten Years Later – 3:00 (Al Cohn)
3. The Pretty One – 3:29 (Elliot Lawrence)
4. Aged in Wood – 2:55 (Al Cohn)
5. Here We Go Again – 3:46 (Manny Albam)

## Musicisti
- Zoot Sims - sassofono tenore
- Al Cohn - sassofono tenore, arrangiamenti
- Herb Steward - sassofono tenore
- Serge Chaloff - sassofono baritono
- Elliot Lawrence - pianoforte, arrangiamenti, conduttore musicale
- Burgher Jones - contrabbasso
- Don Lamond - batteria[1][3]